# 에니드 블라이턴
에니드 메리 블라이턴(영어: Enid Mary Blyton, 1897년 8월 11일 ~ 1968년 11월 28일)은 영국의 아동 문학 작가이다.
1930년대부터 6억 부 이상 팔린 세계적인 베스트셀러가 된 영국의 아동 작가였다. 그녀의 책은 여전히 엄청난 인기를 끌고 있으며 90개 언어로 번역되었다. 2019년 6월 현재 블라이턴은 가장 많이 번역된 저자로 4위를 차지했다. 그녀는 교육, 자연사, 환상, 미스터리, 성경 이야기 등 다양한 주제에 대해 글을 썼다. 그녀는 오늘날 그녀의 Noddy, Famous Five, Secret Seven, the Five Find-Outers 및 Malory Towers 책으로 가장 잘 기억되고 있지만 St Clare's, The Naughtiest Girl 및 The Faraway Tree 시리즈를 포함하여 다른 많은 책도 저술했다.
그녀의 첫 번째 책인 24페이지 분량의 시집 Child Whispers는 1922년에 출판되었다. Adventures of the Wishing-Chair(1937) 및 The Enchanted Wood(1939)와 같은 초기 소설의 상업적 성공에 이어 블라이턴은 그녀의 다작 잡지 및 신문 기고 외에도 때로는 연간 50 권의 책을 생산하는 문학 제국을 건설했다. 그녀의 글은 계획되지 않았으며 대체로 그녀의 무의식에서 생겨난 것이다. 그녀의 작업량과 제작 속도로 인해 블라이턴이 유령 작가 군대를 고용했다는 소문이 났지만 그녀는 강력히 부인했다.
블라이턴의 작품은 특히 노디 시리즈에서 그녀의 글과 주제의 도전적이지 않은 성격으로 인해 1950년대부터 문학 평론가, 교사 및 부모 사이에서 점점 더 논란이 되었다. 일부 도서관과 학교는 그녀의 작품을 금지했고 1930년대부터 1950년대까지 BBC는 그녀의 이야기가 문학적 가치가 없다는 이유로 방송을 거부했다. 그녀의 책은 엘리트주의자, 성차별주의자, 인종차별주의자, 외국인 혐오자, 제2차 세계대전 이후 영국에서 등장한 보다 진보적인 환경에 맞지 않는다는 비판을 받았지만 1968년 그녀가 사망한 이후 계속해서 베스트셀러가 되었다.
그녀는 독자들에게 강력한 도덕적 틀을 제공해야 할 책임이 있다고 느꼈기 때문에 가치 있는 대의를 지지하도록 독려했다. 특히 그녀는 자신이 설립하거나 후원하는 동아리를 통해 동물 및 소아 자선단체를 위한 기금 마련을 독려하고 조직했다.
블라이턴의 삶에 대한 이야기는 헬레나 본햄 카터(Helena Bonham Carter)가 주연을 맡은 BBC 텔레비전 영화 에니드(Enid)에서 각색되었다. 2009년 BBC Four를 통해 영국에서 처음 방송되었다.